# Olympische Sommerspiele 1980/Leichtathletik – Stabhochsprung (Männer)
|                                                        |                                                      |
| Sportart                                               | Leichtathletik                                       |
| Disziplin                                              | Stabhochsprung                                       |
| Geschlecht                                             | Männer                                               |
| Teilnehmer                                             | 30 Athleten aus 11 Ländern                           |
| Wettkampfort                                           | Olympiastadion Luschniki                             |
| Wettkampfphase                                         | 28. Juli 1980 (Qualifikation) 30. Juli 1980 (Finale) |
| Medaillengewinner                                      |                                                      |
| 00Władysław Kozakiewicz ( POL)                         |                                                      |
| 00Konstantin Wolkow ( URS) 000Tadeusz Ślusarski ( POL) |                                                      |

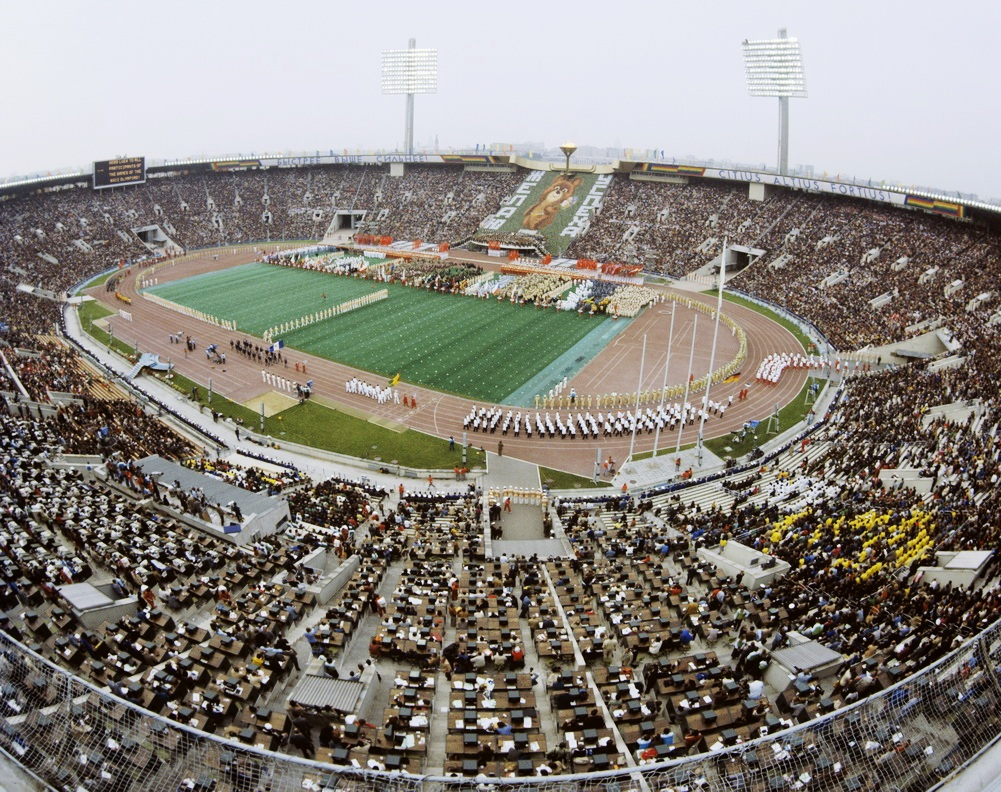
Das Luschniki-Stadion während der Eröffnungsfeier dieser Spiele

Der Stabhochsprung der Männer bei den Olympischen Spielen 1980 in Moskau wurde am 28. und 30. Juli 1980 im Olympiastadion Luschniki ausgetragen. Neunzehn Athleten nahmen teil.
Olympiasieger wurde der Pole Władysław Kozakiewicz, der mit 5,78 m einen neuen Weltrekord aufstellte. Er gewann vor Konstantin Wolkow aus der Sowjetunion und dem polnischen Olympiasieger von 1976 Tadeusz Ślusarski, die beide die Silbermedaille erhielten. Eine Bronzemedaille wurde daher nicht vergeben.
Für die DDR nahm Axel Weber teil. Er scheiterte in der Qualifikation, ebenso wie der Schweizer Felix Böhni.

Springer aus Österreich und Liechtenstein nahmen nicht teil. Athleten aus der Bundesrepublik Deutschland waren wegen des Olympiaboykotts ebenfalls nicht dabei.

## Rekorde

### Bestehende Rekorde
| Weltrekord         | 5,77 m | Philippe Houvion ( Frankreich) | Paris, Frankreich                 | 17. Juli 1980     |
| Olympischer Rekord | 5,50 m | Wolfgang Nordwig ( DDR)        | Finale OS München, BR Deutschland | 2. September 1972 |
| Olympischer Rekord | 5,50 m | Tadeusz Ślusarski ( Polen)     | Finale OS Montreal, Kanada        | 26. Juli 1976     |
| Olympischer Rekord | 5,50 m | Antti Kalliomäki ( Finnland)   | Finale OS Montreal, Kanada        | 26. Juli 1976     |
| Olympischer Rekord | 5,50 m | David Roberts ( USA)           | Finale OS Montreal, Kanada        | 26. Juli 1976     |

### Rekordegalisierungen / -verbesserungen
Der bestehende olympische Rekord wurde im Finale am 30. Juli zwei Mal egalisiert und zwölf Mal verbessert:
| 5,50 m (Egalisierung)                            |                                                |                                                 |
| Władysław Kozakiewicz (Polen), erster Versuch    |                                                | Jean-Michel Bellot (Frankreich), erster Versuch |
| 5,55 m                                           |                                                |                                                 |
| Konstantin Wolkow (Sowjetunion), erster Versuch  |                                                | Philippe Houvion (Frankreich), erster Versuch   |
| Tadeusz Ślusarski (Polen), erster Versuch        | Mariusz Klimczyk (Polen), erster Versuch       |                                                 |
| 5,60 m                                           |                                                |                                                 |
| Władysław Kozakiewicz (Polen), erster Versuch    |                                                | Jean-Michel Bellot (Frankreich), erster Versuch |
| 5,65 m                                           |                                                |                                                 |
| Władysław Kozakiewicz (Polen), erster Versuch    |                                                | Tadeusz Ślusarski (Polen), dritter Versuch      |
| Konstantin Wolkow (Sowjetunion), dritter Versuch | Philippe Houvion (Frankreich), dritter Versuch |                                                 |
| 5,70 m                                           |                                                |                                                 |
| Władysław Kozakiewicz (Polen), erster Versuch    |                                                |                                                 |
| 5,75 m                                           |                                                |                                                 |
| Władysław Kozakiewicz (Polen), erster Versuch    |                                                |                                                 |

Zuletzt gab es einen neuen Weltrekord:

5,78 m – Władysław Kozakiewicz (Polen), zweiter Versuch

## Durchführung des Wettbewerbs
Die Springer traten am 28. Juli in zwei Gruppen zu einer Qualifikationsrunde an. Sieben von ihnen – hellblau unterlegt – meisterten die direkte Finalqualifikationshöhe von 5,40 m. Damit war die Mindestanzahl von zwölf Finalteilnehmern nicht erreicht. Das Finalfeld wurde nun nach den nächstbesten Höhen mit fünf weiteren Athleten – hellgrün unterlegt – bis auf zwölf Wettbewerber aufgefüllt, sodass letztlich 5,35 m für die Finalteilnahme ausreichten. Die zwölf qualifizierten Athleten bestritten das Finale.am 30. Juli.

## Zeitplan
28. Juli, 10:00 Uhr: Qualifikation

30. Juli, 16:30 Uhr: Finale
Anmerkung:
Alle Zeiten sind in Ortszeit Moskau (UTC+3) angegeben.

## Legende
Kurze Übersicht zur Bedeutung der Symbolik – so üblicherweise auch in sonstigen Veröffentlichungen verwendet:
| – | verzichtet   |
| o | übersprungen |
| x | ungültig     |

## Qualifikation
Datum: 28. Juli 1980, ab 10:00 Uhr

### Gruppe A

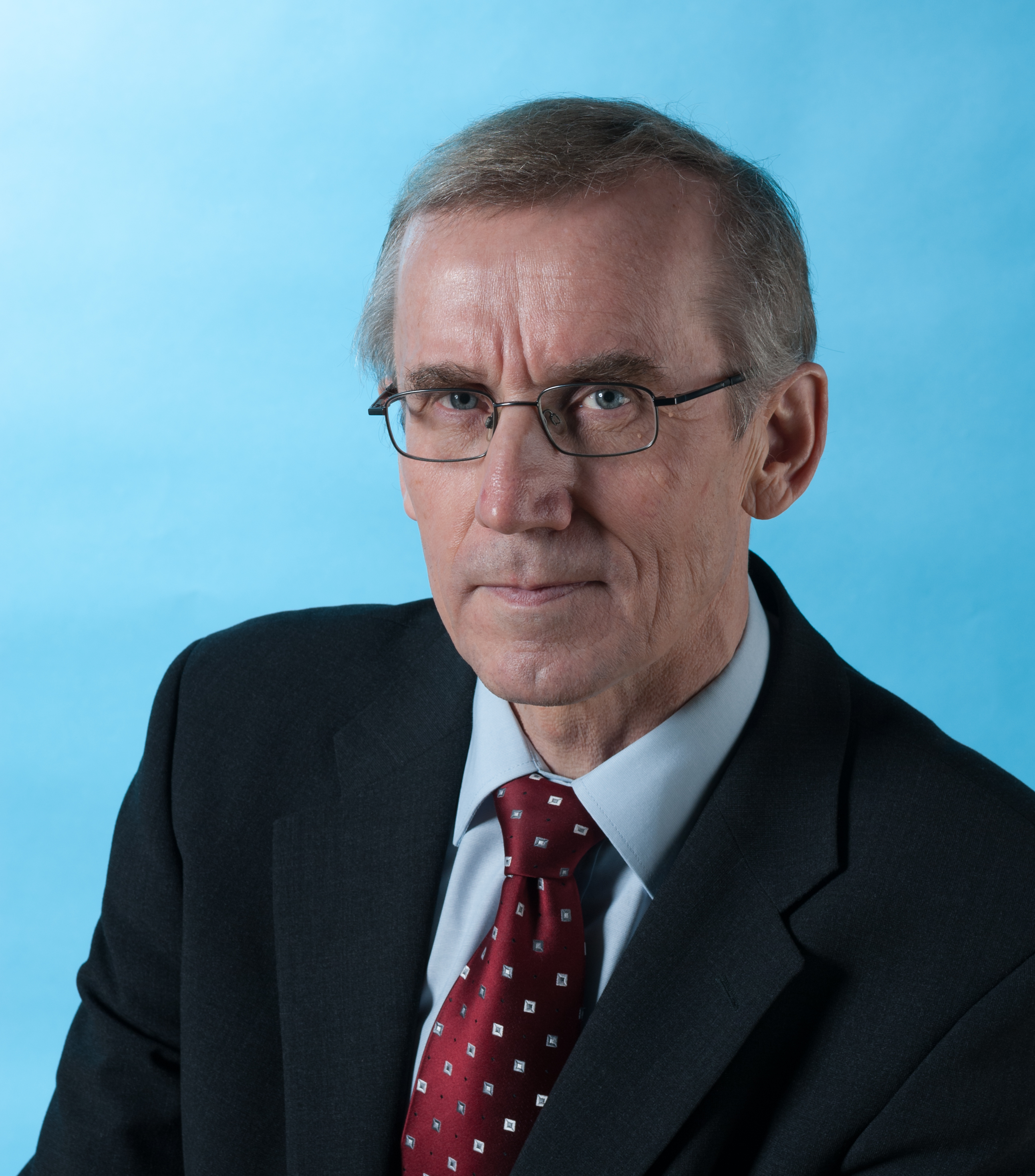
Antti Kalliomäki (Foto: 2007) blieb in der Qualifikation ohne gültigen Versuch

| Platz | Name                  | Nation      | 5,15 m | 5,25 m | 5,35 m | 5,40 m | Höhe   |
| ----- | --------------------- | ----------- | ------ | ------ | ------ | ------ | ------ |
| 1     | Tadeusz Ślusarski     | Polen       | –      | xo     | –      | o      | 5,40 m |
| 2     | Jean-Michel Bellot    | Frankreich  | –      | o      | xo     | o      | 5,40 m |
| 3     | Thierry Vigneron      | Frankreich  | xo     | xo     | xo     | o      | 5,40 m |
| 4     | Władysław Kozakiewicz | Polen       | –      | o      | –      | xo     | 5,40 m |
| 5     | Konstantin Wolkow     | Sowjetunion | –      | o      | o      | –      | 5,35 m |
| 6     | Sergei Kulibaba       | Sowjetunion | –      | xo     | xo     | –      | 5,35 m |
| 7     | Philippe Houvion      | Frankreich  | o      | xxo    | xo     | x      | 5,35 m |
| 8     | Felix Böhni           | Schweiz     | o      | xxx    |        |        | 5,15 m |
| NM    | Antti Kalliomäki      | Finnland    | –      | –      | xxx    |        | ogV    |
| NM    | Jurij Prochorenko     | Sowjetunion | –      | –      | xxx    |        | ogV    |

### Gruppe B
| Platz | Name               | Nation         | 5,15 m | 5,25 m | 5,35 m | 5,40 m | Höhe   |
| ----- | ------------------ | -------------- | ------ | ------ | ------ | ------ | ------ |
| 1     | Mariusz Klimczyk   | Polen          | –      | xo     | –      | o      | 5,40 m |
| 2     | Miro Zalar         | Schweden       | o      | o      | o      | xo     | 5,40 m |
| 3     | Tapani Haapakoski  | Finnland       | –      | o      | xo     | xo     | 5,40 m |
| 4     | Rauli Pudas        | Finnland       | –      | o      | o      | xxx    | 5,35 m |
| 5     | Brian Hooper       | Großbritannien | o      | o      | xo     | xxx    | 5,35 m |
| 6     | Atanas Tarew       | Bulgarien      | –      | xo     | xxx    |        | 5,25 m |
| 7     | Axel Weber         | DDR            | xo     | xxx    |        |        | 5,15 m |
| NM    | Patrick Desruelles | Belgien        | xxx    |        |        |        | ogV    |
| NM    | Iwo Jantschew      | Bulgarien      | xxx    |        |        |        | ogV    |

## Finale
Datum: 30. Juli 1980, 16:30 Uhr
| Platz | Name                  | Nation         | 5,15 m | 5,25 m | 5,35 m | 5,45 m | 5,50 m | 5,55 m | 5,60 m | 5,65 m | 5,70 m | 5,75 m | 5,78 m | 5,82 m | Endresultat | Anmerkung |
| ----- | --------------------- | -------------- | ------ | ------ | ------ | ------ | ------ | ------ | ------ | ------ | ------ | ------ | ------ | ------ | ----------- | --------- |
| 1     | Władysław Kozakiewicz | Polen          | –      | –      | o      | –      | o      | –      | o      | o      | o      | o      | xo     | xxx    | 5,78 m      | WR        |
| 2     | Konstantin Wolkow     | Sowjetunion    | –      | –      | o      | –      | –      | o      | –      | xxo    | xx–    | x      |        |        | 5,65 m      |           |
| 2     | Tadeusz Ślusarski     | Polen          | –      | –      | o      | –      | –      | o      | –      | xxo    | xxx    |        |        |        | 5,65 m      |           |
| 4     | Philippe Houvion      | Frankreich     | –      | xo     | –      | xo     | –      | o      | –      | xxo    | xxx    |        |        |        | 5,65 m      |           |
| 5     | Jean-Michel Bellot    | Frankreich     | –      | –      | o      | –      | o      | –      | o      | xxx    |        |        |        |        | 5,60 m      |           |
| 6     | Mariusz Klimczyk      | Polen          | –      | o      | –      | xo     | –      | o      | –      | xxx    |        |        |        |        | 5,55 m      |           |
| 7     | Thierry Vigneron      | Frankreich     | –      | o      | –      | o      | –      | xxx    |        |        |        |        |        |        | 5,45 m      |           |
| 8     | Sergei Kulibaba       | Sowjetunion    | –      | xo     | –      | o      | –      | xxx    |        |        |        |        |        |        | 5,45 m      |           |
| 9     | Tapani Haapakoski     | Finnland       | –      | xo     | –      | xo     | –      | xxx    |        |        |        |        |        |        | 5,45 m      |           |
| 10    | Miro Zalar            | Schweden       | –      | o      | o      | xx-    | x      |        |        |        |        |        |        |        | 5,35 m      |           |
| 11    | Brian Hooper          | Großbritannien | o      | o      | xxo    | xxx    |        |        |        |        |        |        |        |        | 5,35 m      |           |
| 12    | Rauli Pudas           | Finnland       | –      | o      | –      | xxx    |        |        |        |        |        |        |        |        | 5,25 m      |           |

Das Favoritenfeld war breit gestreut. Die Franzosen Thierry Vigneron und Philippe Houvion sowie der Pole Władysław Kozakiewicz hatten den Weltrekord in den drei Monaten vor den Spielen in Moskau vier Mal von 5,70 m bis auf 5,77 m verbessert. Aktueller Rekordinhaber war Houvion. Dazu kamen der polnische Olympiasieger von 1976 Tadeusz Ślusarski und der sowjetische Springer Konstantin Wolkow. Es fehlten boykottbedingt die US-Amerikaner, von denen besonders Mike Tully und Tom Hintnaus sehr stark einzuschätzen waren.
Sechs Springer verbesserten im Finale den bis dahin gültigen  Olympiarekord von 5,50 m. Nun begannen die üblichen auch taktisch geprägten Entscheidungen, welche Höhe gesprungen und welche ausgelassen wird. Wolkow, Ślusarski, Houvion und der Pole Mariusz Klimczyk übersprangen 5,55 m und ließen 5,60 m aus. Kozakiewicz und der Franzose Jean-Michel Bellot hatten 5,55 m ausgelassen und bewältigten anschließend 5,60 m. Vigneron war zu dem Zeitpunkt schon ausgeschieden. Bei 5,65 m scheiterten Bellot und Klimczyk, bei 5,70 m Houvion und Ślusarski. Wolkow riss die Latte bei dieser Höhe zwei Mal und sparte sich den letzten Versuch für 5,75 m auf. Kozakiewicz überquerte 5,75 m gleich mit seinem ersten Sprung, Wolkow scheiterte. Konstantin Wolkow und Tadeusz Ślusarski lagen damit gemeinsam auf dem Silberplatz, sie wiesen exakt die gleiche Anzahl an Versuchen und Fehlversuchen auf. Philippe Houvion blieb der vierte Platz, er hatte bei gleicher übersprungener Höhe mehr Fehlversuche aufzuweisen. Mit seinem zweiten Sprung überwand der als Olympiasieger feststehende Władysław Kozakiewicz schließlich die neue Weltrekordhöhe von 5,78 m. Bei 5,82 m scheiterte auch er. So hatte dieser Wettbewerb trotz des Fehlens der US-Amerikaner ein bisher nicht erreichtes Niveau.
Konstantin Wolkow war der erste sowjetische Medaillengewinner im Stabhochsprung.

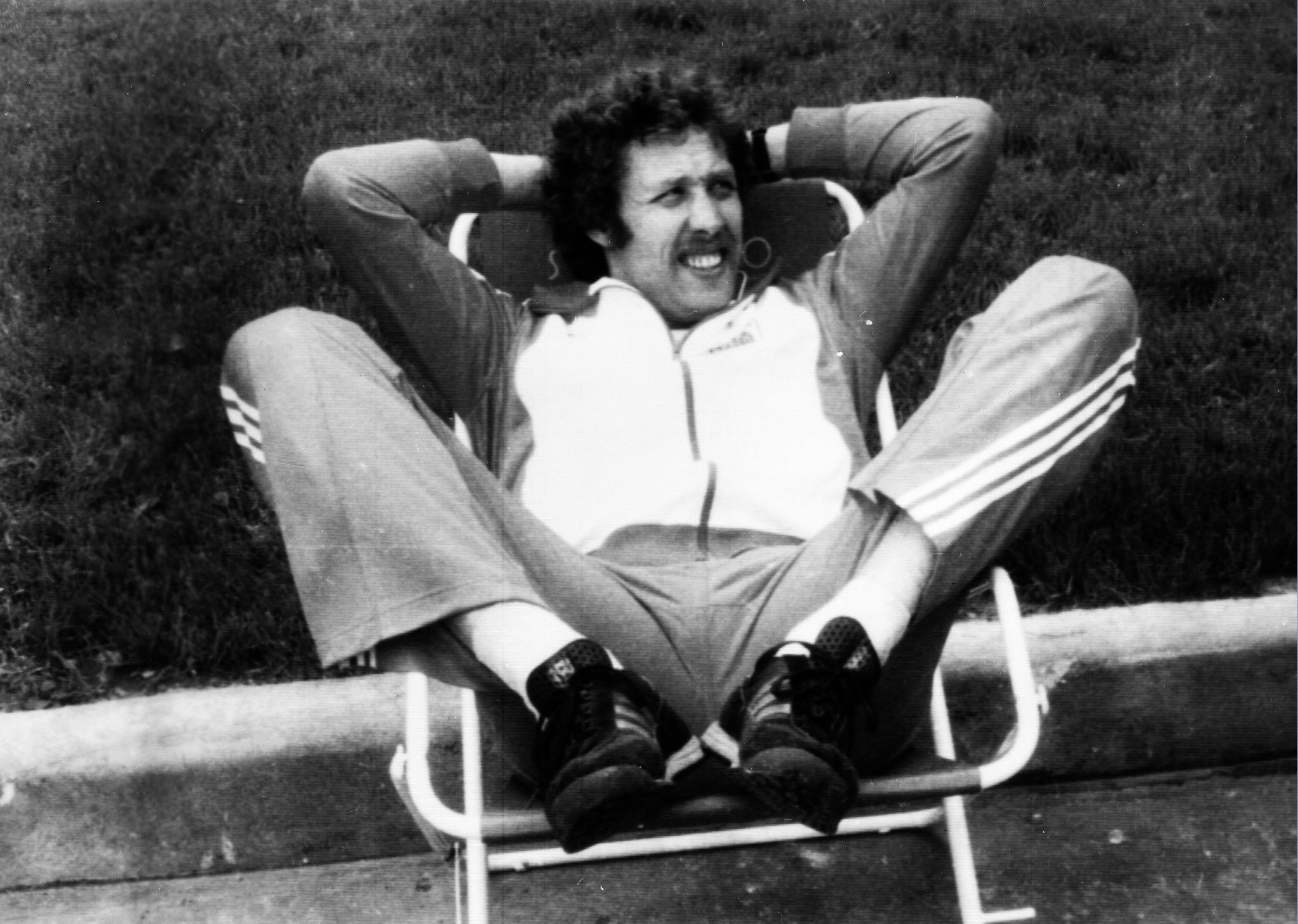
Olympiasieger Władysław Kozakiewicz
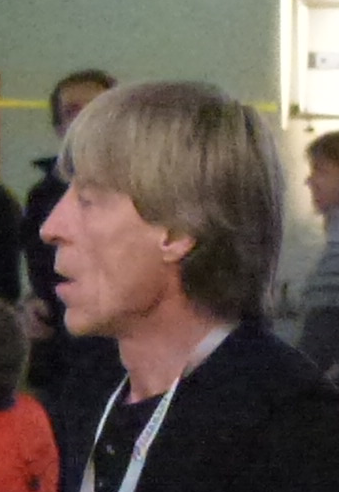
Thierry Vigneron (hier im Jahr 2012) kam auf den siebten Platz

## Videolinks
- Olympic 1980 PV.wmv, youtube.com, abgerufen am 30. Oktober 2021
- When The Polish Pole Vault Prince Stuck It To The Soviets, youtube.com, abgerufen am 30. Oktober 2021
- 1980 Moscow Olympics, Mens Pole Vault, youtube.com, abgerufen am 30. Dezember 2017